# Garçon rouge

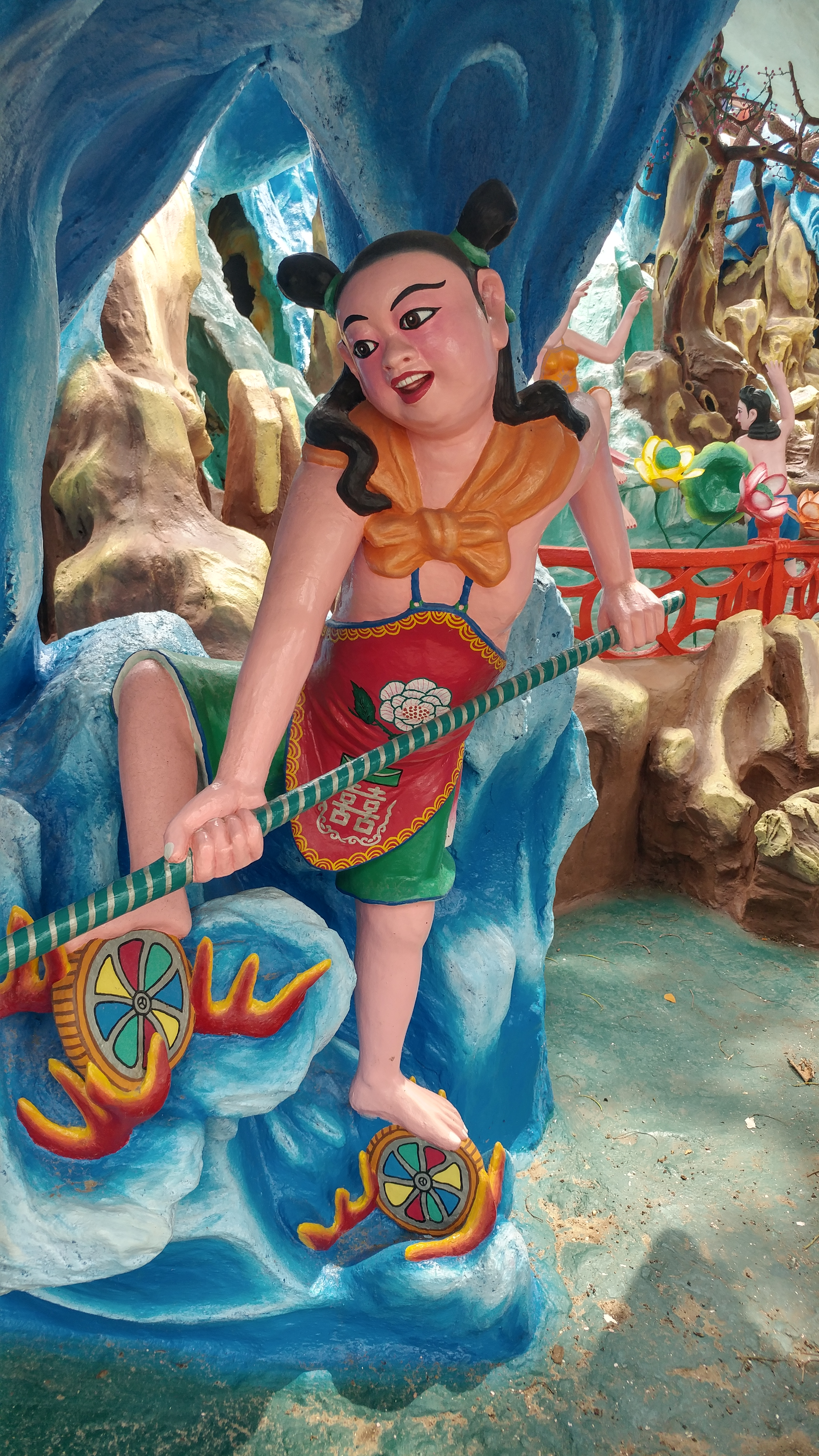
Statue du Garçon rouge représenté à tort avec une roue de feu sous chaque pied, à la manière de Nezha (Haw Par Villa, Singapour).

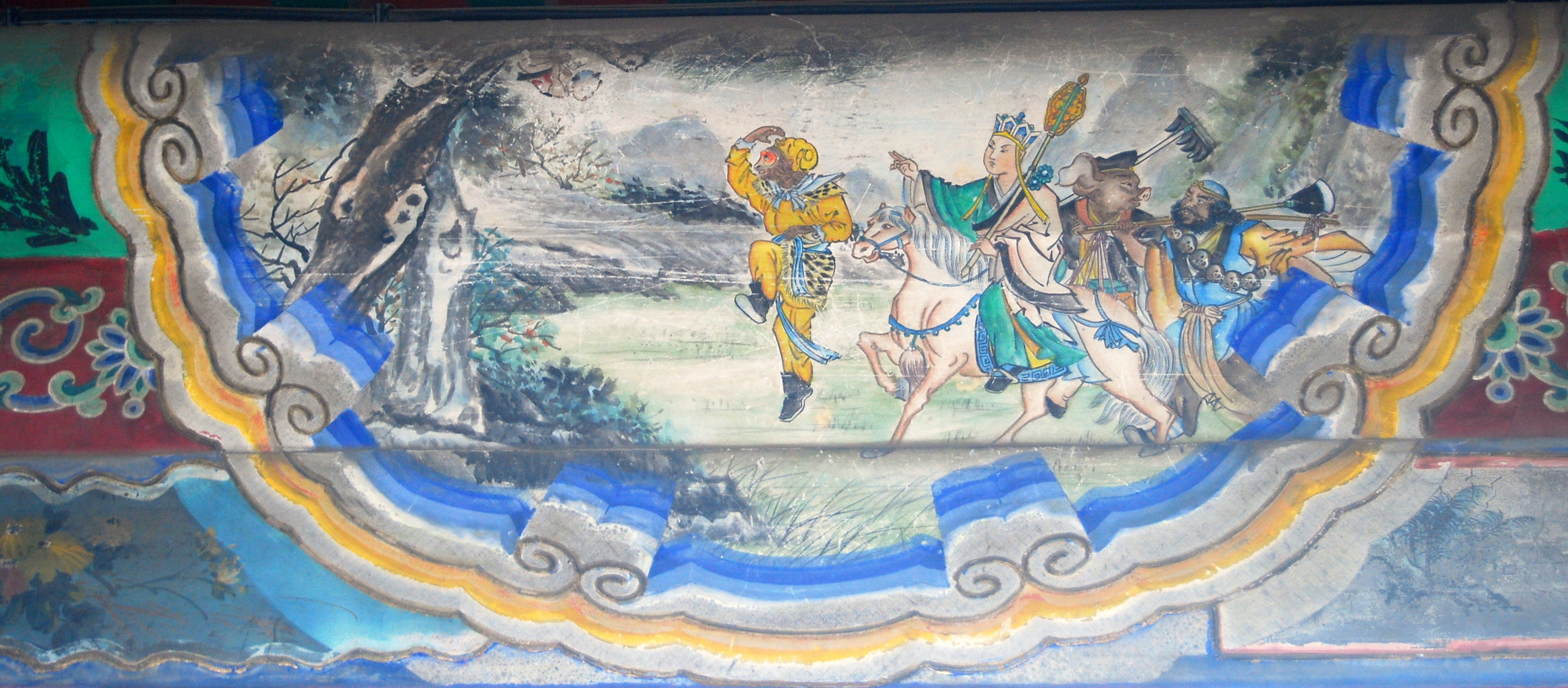
Scène de la rencontre des cinq voyageurs avec le garçon rouge (le petit enfant ligoté à la branche tout en haut à gauche).

Le Garçon rouge (chinois simplifié : 红孩儿 ; chinois traditionnel : 紅孩兒 ; pinyin : Hóng Hái-er ; Wade : Hung 2 Hai 2 -êrh) est l'un des personnages du roman du XVIe siècle La Pérégrination vers l'Ouest de Wu Cheng'en.
Il est le fils de la princesse à l'éventail de fer (une rakshasa) et du Roi-démon taureau, frère de sang de Sun Wukong. Au cours de centaines d'années de vie (bien qu'il garde l'apparence d'un enfant), il développe une maîtrise du feu appelé le « Vrai feu Samādhi » (三昧眞火), qui lui permet de tirer un feu inextinguible depuis l'eau et la fumée sortant de ses yeux, de ses narines et de sa bouche. Du fait de ses pouvoirs, il est chargé par son père de protéger les Montagnes de Feu.
Lorsque le moine Tang Sanzang arrive dans sa région, le garçon rouge a pour projet de l'enlever pour le dévorer (car selon la légende, sa chair rendrait immortel). Juste avant leur passage, il s'attache lui-même à un arbre et crie à l'aide pour déjouer la vigilance des voyageurs. Sun Wukong sait alors qu'il s'agit d'un démon mais son maître (dont les yeux ne distingue pas les humains des démons) lui ordonne de le détacher et de le porter sur son dos. Profitant de la situation, le garçon réussit à enlever le moine et finit par affronter Sun Wukong en duel. Face à ses pouvoirs pyrogènes, le Roi singe est impuissant et est presque brûlé vif. Seul l'intervention de la bodhisattva Guanyin permet de le vaincre et il devient par contrainte son disciple permanent.
Il est appelé Kōgaiji en japonais et Hồng Hài Nhi en vietnamien.

## DansLa Pérégrination vers l'Ouest
Le garçon rouge est le féroce fils du Roi-démon taureau et de la princesse à l'éventail de fer. En apprenant l'arrivée de Tang Sanzang sur sa montagne, il tente de capturer le moine afin de manger sa chair et rallonger sa durée de vie. Bien qu'il soit un jeune enfant, c'est un enfant farouchement indépendant qui a vécu une vie solitaire loin de ses parents, régnant même sur des démons mineurs grâce à ses puissants pouvoirs.
Il tente d'attirer les cinq voyageurs en se déguisant en garçon innocent attaché à un arbre. Lorsque ceux-ci le détachent gentiment, Sun Wukong (qui sait qu'il est un démon) doit le porter tout au long du chemin mais le garçon rouge le trompe et enlève Tang Sanzang. De plus, il ne croit pas Sun Wukong qui affirme qu'il est frère de sang avec son père Roi-démon des taureaux, ce qui fait techniquement de Wukong un de ses parents.
Sun Wukong affronte le garçon rouge dans l'espoir de libérer son maître. Il tente de tuer Wukong en contrôlant cinq chariots (chacun représentant l'un des cinq éléments) qui émettent une grande quantité de feu ayant le pouvoir d'effacer les cieux. Pensant avoir vaincu Wukong, le garçon rouge retourne dans sa grotte mais Wukong lance un sort de résistance au feu et le rejoint. 
Sun Wukong demande au Roi-dragon de l'Est de faire tomber la pluie pour éteindre le feu Samādhi du garçon rouge, en vain (la pluie du Roi-dragon ne peut éteindre que les incendies normaux, mais le feu du garçon rouge est inextinguible) et ne fait au contraire qu'intensifier les flammes. Sun Wukong est finalement presque brûlé vif et finit par demander l'aide de la bodhisattva Guanyin.
Alors que le garçon combat Wukong dans une forêt, il trouve le trône de lotus de Guanyin, et s'y assoie par irrévérence, imitant la posture de Guanyin. Soudain, le trône se transforme en épées, qui transpercent et restent plantées dans le garçon rouge. Alors qu'il tente de les retirer, elles se transforment en hallebardes, qui le piègent. Souffrant beaucoup, il supplie alors Guanyin de le libérer. En retour, il doit devenir son disciple permanent et reçoit le nom de Shancai (善財, litt. « Grande richesse » ; ou Shancai Tongzi (善财童子, litt. « Garçon dragon de grande richesse »).
Après que Guanyin ait guéri ses blessures, le garçon rouge tente cependant d'attaquer la bodhisattva une fois de plus. Elle lance alors un bandeau doré qui se duplique en cinq et se fixe autour de sa tête, de ses poignets et de ses jambes (qui est similaire au bandeau magique enserrant la tête de Wukong, en ce sens qu'il se resserre également dès que Guanyin récite le mantra om mani padme hum, provoquant de la douleur au garçon rouge), le soumettant définitivement.
Le garçon rouge découvre alors qu'il ne peut pas retirer ces bandeaux, et après que Wukong se soit moqué de lui, attrape sa lance et tente de l'attaquer. Guanyin récite alors un autre mantra qui immobilise les bras du garçon rouge en joignant ses mains devant sa poitrine. Il ne peut alors rien faire d'autre que d'admettre sa défaite en baissant la tête.

## Dans la culture populaire
Il est le personnage principal du film d'animation The Journey to the West: Demon's Child (2021).
Dans le film d'animation Le Roi singe (2023) de Netflix, il est remplacé par la Fille rouge.